# Fruxil
Fruxil és un petit llogarret rural de la parròquia d'A Cervela, en el municipi d'O Incio (província de Lugo). Pertany a la Comarca de Sarria, i el 2005 constava de 18 habitatges i la seva població estable s'estimava en 37 veïns, amb una població estacional màxima de 52. La seva característica forma de ferradura la fa fàcilment recognoscible des de l'aire.
Prop del nucli urbà hi ha un conjunt de mámoes o dòlmens anomenat As Medorras de Fruxil.